# Brandon Municipal Airport
Brandon Municipal Airport (Brandon Airport, McGill Field) är en flygplats i Kanada.   Den ligger i provinsen Manitoba, i den sydöstra delen av landet, 1 900 km väster om huvudstaden Ottawa. Brandon Municipal Airport ligger 409 meter över havet. Närmaste större samhälle är Brandon, 6,7 km söder om Brandon Municipal Airport.